# Wladimir Brunet de Presle

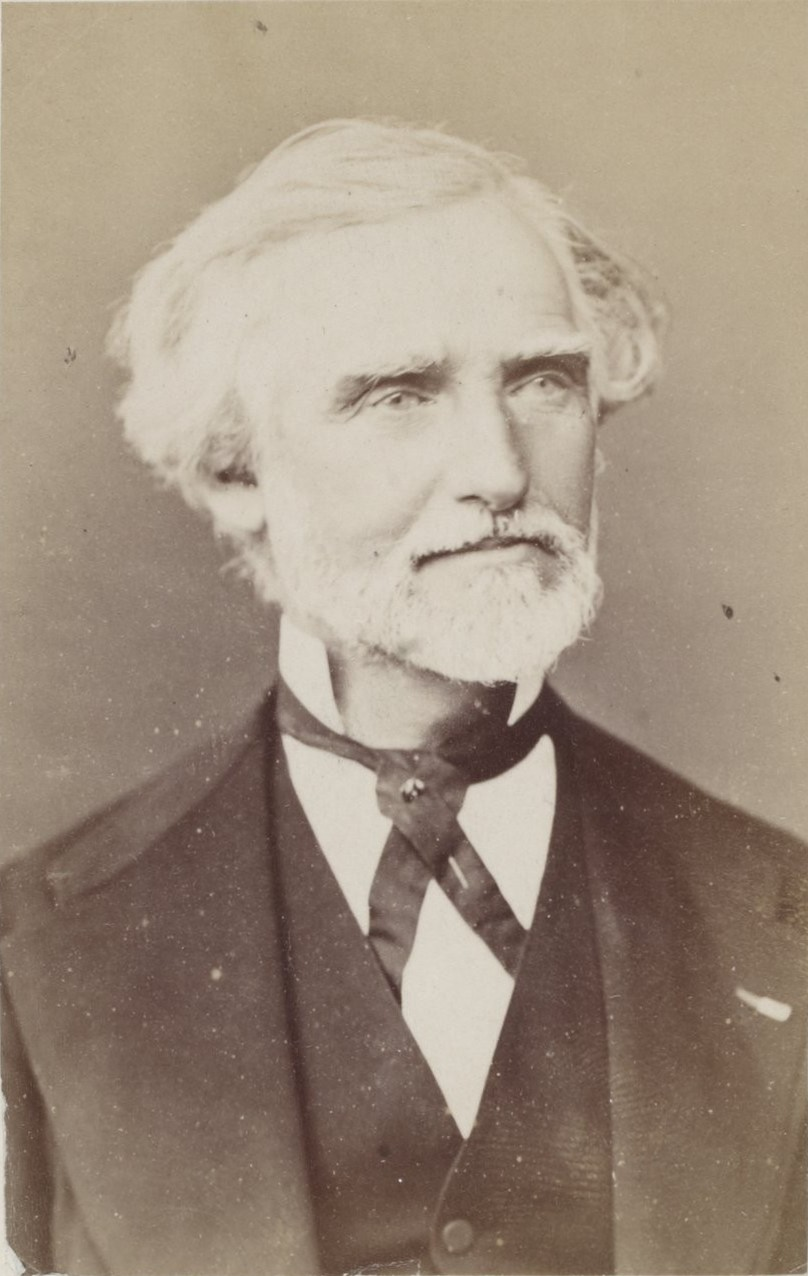
Wladimir Brunet de Presle

Charles Marie Wladimir Brunet de Presle, Geburtsname: Charles Marie Wladimir Brunet, Rufname Wladimir (* 10. September 1809 in Paris; † 12. September 1875 ebenda) war ein französischer Gräzist, Byzantinist und Neogräzist.

## Leben
Der Vater von Brunet (* 1768 in Besançon; † 1841) übte unter anderem diplomatische Tätigkeiten aus (1795 in Amerika, 1797 in Spanien). 1821 bekam der Sohn einen Hauslehrer, den nur neun Jahre älteren Jules Berger de Xivrey (1801–1863), einen jungen Gräzisten, der ihn in die akademischen Veranstaltungen von Jean-François Boissonade und Karl Benedikt Hase mitnahm. Dadurch kamen beide in Kontakt mit Félix Désiré Dehèque, Émile Egger und Adrien Prévost de Longpérier. Zudem empfing sein Vater griechische Flüchtlinge, von denen einer namens George Theocharopoulos ihn im Neugriechischen unterrichtete. In philhellenischer Begeisterung über den siegreichen Freiheitskampf der Griechen übersetzte Brunet mit dessen Hilfe die Maximes von La Rochefoucauld ins Neugriechische, um den Griechen eine Abhandlung zur moralischen Erneuerung an die Hand zu geben. Das französische Original und eine beigefügte englische Übersetzung sollten die Griechen beim Erwerb der modernen Fremdsprachen unterstützen. Dieselbe Begeisterung veranlasste Brunet in den nächsten Jahren, umfangreiche Lektüre antiker und byzantinischer Autoren zu betreiben, ohne viel zu veröffentlichen. Erst als die Académie des Inscriptions et Belles-Lettres 1840 eine Preisfrage zur Geschichte Siziliens in großgriechischer Zeit aussetzte, fand er die Gelegenheit würdig genug, unter dem Titel Recherches sur les établissements des Grecs en Sicile eine Schrift einzureichen, mit der er 1842 den Preis der Académie gewann. Bei einer zweiten Preisfrage der Académie in Bezug auf die Sukzession der ägyptischen Dynastien war er mit seiner Abhandlung Examen critique de la succession des dynasties égyptiennes nicht erfolgreich, erhielt aber eine ehrenvolle Erwähnung. Nach dem Tod Jean Antoine Letronnes erhielt Brunet 1850 den Auftrag, die von diesem Gelehrten vorbereitete Edition der griechischen Papyrusrollen aus Ägypten mit Émile Egger, der ein lebenslanger enger Freund werden sollte, unter der Leitung von Hase und Boissonade zu vollenden; sie erschienen 1865 unter dem Titel: Les Papyrus grecs du musée du Louvre et de la Bibliothèque Imperiale, mit einem Atlas von 52 faksimilierten Blättern. Das Studium dieser Rollen und die Entdeckungen Auguste Mariettes in Memphis veranlassten ihn zu dem Mémoire sur le Sérapéum de Memphis. Eine weitere größere Arbeit ist die Edition des Geschichtswerks des Michael Attaleiates. Nach dem Tod Hases 1864 bewarb er sich erfolgreich auf die Professur für Neugriechisch an der École des langues orientales.
1852 wurde er zum Mitglied der Académie des Inscriptions et Belles-Lettres gewählt.
Brunet heiratete seine Cousine Émilie de Presle († 1855) und nahm in der Folge deren Familiennamen de Presle als Namenszusatz an.

## Schriften (Auswahl)
- Γνώμαι και σκέψεις ηθικαί του δουκός Δε-Λα-Ροσφουκώ (Maximes et réflexions morales du duc de La Rochefoucauld – Maxims and Moral reflections by the Duke de la Rochefoucauld). Traduites en grec moderne par Wladimir Brunet, revues et corrigées par George Théocharopoulos de Patras, avec une traduction anglaise en regard. F. Didot, Paris 1828.
- Recherches sur les ètablissements des Grecs en Sicile. Imprimerie Royale, Paris 1845.
- L’examen critique de la succession des dynasties égyptiennes. Didot, Klincksieck, Paris 1850.
- Mémoire sur le Sérapéum de Memphis, in: Mémoires présentés par divers savants à l’Académie des Inscriptions et Belles-Lettres de l’Institut de France. Sér. 1, Bd. 2, 1852, 552–576.
- Michaelis Attaliotae Historia. Opus a Wladimiro Bruneto de Presle, Instituti Gallici socio, inventum, descriptum, correctum recognovit Immanuel Bekker. Bonn 1853 (Corpus Scriptorum Historiae Byzantinae), (online)
- Extrait d’une notice sur les tombeaux des empereurs de Constantinople lu dans la séance publique annuelle du 8 août 1856. F. Didot frères, fils et Cie, Paris 1856.
- Grèce depuis la conquête romaine jusqu’à nos jours. F. Didot frères, Paris 1860.
- mit Émile Egger: Les Papyrus grecs du musée du Louvre et de la bibliothèque impériale. Paris 1865.